# KSK Lebbeke
KSK Lebbeke was een Belgische voetbalclub uit Lebbeke. De club was aangesloten bij de KBVB met stamnummer 3558 en had blauw en wit als kleuren. De club speelde in haar bestaan in totaal twee decennia in de nationale reeksen. In 2016 vormde KSK Lebbeke samen met Rapide Club Lebbeke de nieuwe fusieclub FC Lebbeke.

## Geschiedenis
Voor de aansluiting bij de Belgische Voetbalbond in 1942 speelde SK Lebbeke vanaf het seizoen 1936-1937 bij de Vlaamsche Voetbal Bond onder de naam Hooger Op Lebbeke. De club had blauw en wit als kleuren, maar speelde tussen 1944 en 1953 tijdelijk in het rood-wit. SK ging sterk van start in de KBVB en na twee opeenvolgende tweede plaatsen in Tweede Gewestelijke, steeg men in 1947 als kampioen naar de hoogste provinciale reeks.
Lebbeke maakte er een gestage opmars en na een titel bereikte men in 1959 voor het eerst de nationale reeksen. SK Lebbeke was meteen bij de beteren in Vierde Klasse en eindigde er zijn debuutseizoen als vijfde in zijn reeks. De club bleef daarna seizoenen in de middenmoot afwisselen met seizoenen in de top. In 1963 strandde men zelfs op een tweede plaats, met evenveel punten als reekswinnaar Voorwaarts Tienen, en miste men nipt de promotie. Men bleef goede resultaten behalen in Vierde Klasse, tot men in 1971 eindigde op de 14de plaats, een degradatieplaats. Na dertien seizoenen nationaal voetbal zakte SK Lebbeke weer naar de provinciale reeksen.
In 1978 sloot een dorpsgenoot zich aan bij de KBVB, Rapide Club Lebbeke (RC Lebbeke).
Tot 1984 bleef men in Eerste Provinciale spelen, toen degradeerde men naar Tweede Provinciale. Vanaf 1987 verbleef de club weer in de hoogste provinciale reeks.
Bij het 50-jarig bestaan in 1992 werd SK Lebbeke koninklijk en werd de clubnaam KSK Lebbeke.
In 1996 werd KSK Lebbeke kampioen in Eerste Provinciale en zo promoveerde men na een kwarteeuw nog eens naar Vierde Klasse. Daar trof men de jongere dorpsgenoot RC Lebbeke aan, die twee jaar eerder eveneens was gepromoveerd. KSK Lebbeke eindigde bij zijn terugkeer echter op een 14de plaats en degradeerde al na een seizoen weer naar Eerste Provinciale.
In 1999 behaalde KSK Lebbeke opnieuw de titel in Eerste Provinciale en kon men nog eens promoveren naar Vierde Klasse, waar men opnieuw RC Lebbeke aantrof, dat net was gezakt na een seizoen in Derde Klasse. KSK Lebbeke kon zich ditmaal wel handhaven. Men speelde een sterk eerste seizoen, won de derde periodetitel en kon zo deelnemen aan de eindronde. Daar won men eerst van KFC Zwarte Leeuw Rijkevorsel, om daarna uitgeschakeld te worden door Stade Leuven, en zo een verdere promotie te missen. In zijn tweede seizoen (2000/01) haalde KSK Lebbeke opnieuw de derde periodetitel en mocht het opnieuw de eindronde spelen, maar daar werd het in zijn eerst wedstrijd al door Entente Dison-Verviers uitgeschakeld. Het volgend seizoen eindigde men op een vierde plaats, maar dit leverde geen eindronde op.
In 2003 kende KSK Lebbeke een moeilijk seizoen in Vierde Klasse. Men eindigde met evenveel punten als Kontich FC en een beslissingswedstrijd moest bepalen wie 12de en 13de zou worden, aangezien 13de uit de eindstand nog barrages tegen degradatie zou moeten spelen. Lebbeke verloor van Kontich, eindigde zo 13de en moest een barragewedstrijd voor behoud spelen tegen KVO Aarschot. Ook deze wedstrijd verloor Lebbeke, dat hierdoor naar de interprovinciale eindronde werd verwezen. Daar won men van provincialers RFC Hannutois en RFC Meux en zo kon men de degradatie vooralsnog afwenden.
Het seizoen 2003/04 verliep weer beter. KSK Lebbeke eindigde als derde in zijn reeks en mocht weer een eindronde voor promotie spelen. Na winst tegen RRFC Montegnée werd men daar echter uitgeschakeld door KFC Evergem-Center. Het volgend seizoen was weer minder succesvol en werd beëindigd op de 14de plaats, een rechtstreekse degradatieplaats. Na zes jaar nationaal voetbal zakte men in 2005 opnieuw naar Eerste Provinciale.
KSK Lebbeke kon niet terugkeren uit Eerste Provinciale en kreeg er in 2006, een jaar na zijn degradatie, het gezelschap van dorpsgenoot RC Lebbeke, die eveneens uit de nationale reeksen was weggezakt. In 2009 zakte KSK Lebbeke nog verder weg en degradeerde het naar Tweede Provinciale, net als RC Lebbeke een jaar eerder. Waar RC Lebbeke in 2010 alweer promoveerde, bleef KSK Lebbeke de volgende jaren in Tweede Provinciale. In 2012 kon men even terug promoveren naar het hoogste provinciale niveau, naast RC Lebbeke, maar na dat ene seizoen zakte men in 2013 weer naar Tweede Provinciale.
In 2016 vormde KSK Lebbeke samen met Rapide Club Lebbeke de nieuwe fusieclub FC Lebbeke.

## Resultaten
| Seizoen | Klasse | Klasse | Klasse | Klasse | Klasse | Klasse | Klasse | Klasse | Klasse | Reeks               | Punten | Opmerkingen                                  |
|         | I      | I      | II     | III    | IV     | P.I    | P.II   | P.III  | P.IV   |                     |        |                                              |
| ------- | ------ | ------ | ------ | ------ | ------ | ------ | ------ | ------ | ------ | ------------------- | ------ | -------------------------------------------- |
| 2000/01 |        |        |        |        | 8      |        |        |        |        | Vierde klasse B     | 44     |                                              |
| 2001/02 |        |        |        |        | 4      |        |        |        |        | Vierde klasse B     | 48     |                                              |
| 2002/03 |        |        |        |        | 12     |        |        |        |        | Vierde klasse B     | 34     |                                              |
| 2003/04 |        |        |        |        | 3      |        |        |        |        | Vierde klasse B     | 60     |                                              |
| 2004/05 |        |        |        |        | 14     |        |        |        |        | Vierde klasse B     | 27     |                                              |
| 2005/06 |        |        |        |        |        | 11     |        |        |        | Eerste prov. O-Vl   | 39     |                                              |
| 2006/07 |        |        |        |        |        | 7      |        |        |        | Eerste prov. O-Vl   | 47     |                                              |
| 2007/08 |        |        |        |        |        | 10     |        |        |        | Eerste prov. O-Vl   | 33     |                                              |
| 2008/09 |        |        |        |        |        | 16     |        |        |        | Eerste prov. O-Vl   | 22     |                                              |
| 2009/10 |        |        |        |        |        |        | 7      |        |        | Tweede prov. O-Vl C | 49     |                                              |
| 2010/11 |        |        |        |        |        |        | 2      |        |        | Tweede prov. O-Vl C | 62     |                                              |
| 2011/12 |        |        |        |        |        |        | 2      |        |        | Tweede prov. O-Vl C | 56     |                                              |
| 2012/13 |        |        |        |        |        | 15     |        |        |        | Eerste prov. O-Vl   | 29     |                                              |
| 2013/14 |        |        |        |        |        |        | 2      |        |        | Tweede prov. O-Vl C | 59     |                                              |
| 2014/15 |        |        |        |        |        |        | 12     |        |        | Tweede prov. O-Vl C | 33     |                                              |
| 2015/16 |        |        |        |        |        |        | 4      |        |        | Tweede prov. O-Vl C | 56     | Fusie met Rapide Club Lebbeke tot FC Lebbeke |